# Sia
Sia Kate Isobelle Furler (/ˈsiːə/; Adelaide, 18 de dezembro de 1975) é uma cantora, compositora, produtora, diretora, roteirista e dubladora australiana. Ela começou sua carreira como cantora na banda de acid jazz Crisp, em meados da década de 1990. Em 1997, quando a Crisp acabou, ela lançou seu álbum de estreia intitulado OnlySee. Então mudou-se para Londres, Reino Unido, e cantou pela dupla britânica Zero 7.
Em 2000, Sia assinou contrato com a Dance Music, subsidiária da Sony Music, e lançou seu segundo álbum de estúdio, Healing Is Difficult, no ano seguinte. Descontente com a promoção do álbum, ela assinou com a Go! Beat e lançou seu terceiro álbum de estúdio, Colour the Small One, em 2004. O projeto teve dificuldade em conectar-se com o público, então Sia se mudou para a cidade de Nova Iorque em 2005 e começou uma turnê pelos Estados Unidos. Ela lançou seu quarto e quinto álbum de estúdio, Some People Have Real Problems e We Are Born, em 2008 e 2010, respectivamente. Desde então, concentra-se em compor canções para outros artistas, como "Titanium" (com David Guetta), "Diamonds" (com Rihanna) e "Wild Ones" (com Flo Rida).
Em 2014, Sia lançou o seu sexto álbum de estúdio, 1000 Forms of Fear, que estreou no 1.º lugar na Billboard 200 dos Estados Unidos, gerou o single "Chandelier" e uma trilogia de videoclipes estrelando a bailarina Maddie Ziegler. Em 2016, ela lançou seu sétimo álbum de estúdio, This Is Acting, que gerou seu primeiro single a atingir o topo da Hot 100, "Cheap Thrills". No mesmo ano, Sia iniciou a turnê Nostalgic for the Present, que incorporou vários elementos de arte. Sia recebeu uma série de prêmios, incluindo um ARIA Awards e um MTV Video Music Award. Atualmente lançou um filme com o título "Music", estrelado por Maddie Ziegler e Kate Hudson, e trilha sonora composta pela mesma, cujo primeiro single foi intitulado como "Together".

## Biografia e carreira

### 1975–1997: Vida e início da carreira

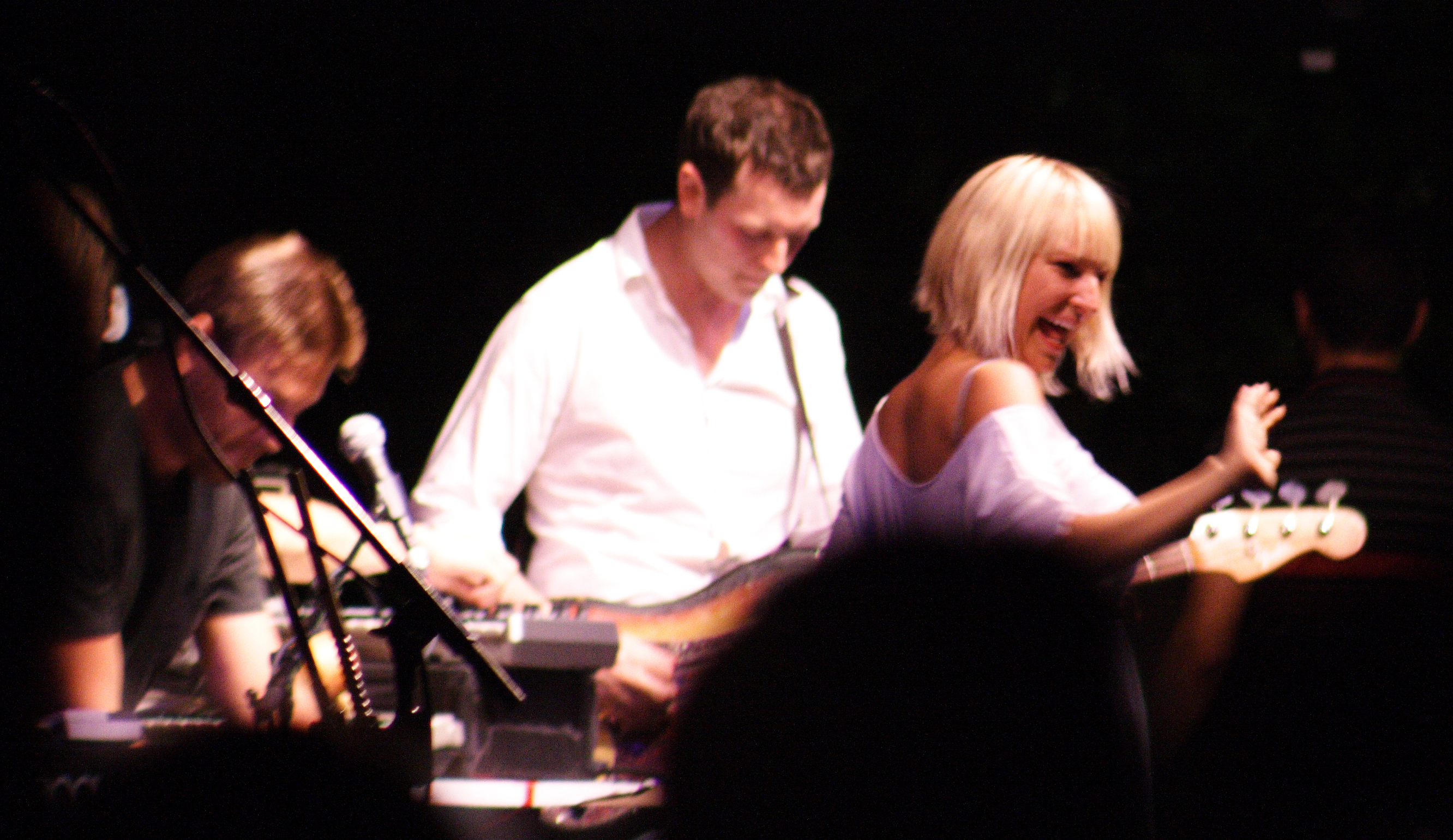
Sia com a banda Zero 7 em concerto de 2006

Sia Kate Isobelle Furler nasceu em 18 de dezembro de 1975 em Adelaide, no sul da Austrália. Seu pai, Phil Colson, é músico, e sua mãe, Loene Furler, é professora de arte. Ela é sobrinha do ator e cantor Kevin Colson. Ela disse que, quando criança, imitava o estilo de Aretha Franklin, Stevie Wonder e Sting, que ela conta como suas primeiras influências. Em meados da década de 1990, Sia começou uma carreira como cantora na banda local de acid jazz Crisp. Em 1997, a banda Crisp acabou e ela então lançou seu álbum de estúdio de estreia intitulado OnlySee pela Flavored Records, no qual vendeu 1.200 cópias.

### 1997–2006: Zero 7,Healing Is DifficulteColour the Small One
Depois que a Crisp acabou em 1997, Sia mudou-se para Londres, onde atuou como segunda voz para a banda britânica Jamiroquai. Ela também foi vocalista do grupo inglês Zero 7 em seus primeiros três álbuns de estúdio. No álbum Simple Things, lançado em 2001, Sia participou de duas faixas: "Destiny" e "Distractions". O single "Destiny" alcançou o 30.º lugar na UK Singles Chart. Em 2004, também participou das canções "Somersault" e "Speed Dial No. 2" do álbum When It Falls. Em 2006, ela voltou a colaborar com o Zero 7 para o terceiro álbum do grupo, The Garden e, portanto, é considerada a cantora "não oficial" do grupo.
Em 2000, Sia assinou contrato com a Dance Pool, uma sub-gravadora da Sony Music, e lançou seu primeiro single, "Taken for Granted", que atingiu o 10.º lugar na UK Singles Chart. Em 2001, ela lançou seu segundo álbum solo, Healing Is Difficult, que combina músicas de jazz e soul e discute liricamente a reação dela com a morte de seu primeiro amor. Descontente com a divulgação do álbum, ela demitiu seu gerente, deixou a Sony Music e assinou com o Go! Beat, uma subsidiária da Universal Music Group (UMG).
Em 2004 lançou seu terceiro álbum de estúdio, Colour the Small One, que no qual emprega uma mistura de instrumentos acústicos. O álbum gerou quatro singles: "Don't Bring Me Down", "Breathe Me", "Where I Belong" e "Numb". "Breathe Me" atingiu a 71.ª colocação no Reino Unido, 19ª na Dinamarca e 81.ª na França. "Where I Belong" foi programado para ser incluído na trilha sonora do filme Spider-Man 2; No entanto, devido a um conflito, foi retirado no último minuto.
Insatisfeito com Colour the Small One sendo mal comercializado e lutando para se conectar com um público convencional, Sia se mudou para a cidade de Nova Iorque em 2005. Durante esse período, "Breathe Me" apareceu na cena final da série de televisão americana, Six Feet Under, que ajudou a aumentar sua fama nos Estados Unidos. Consequentemente, o seu gerente, David Enthoven, criou uma turnê por todo o país para progredir sua carreira.

### 2007–2010:Some People Have Real ProblemseWe Are Born

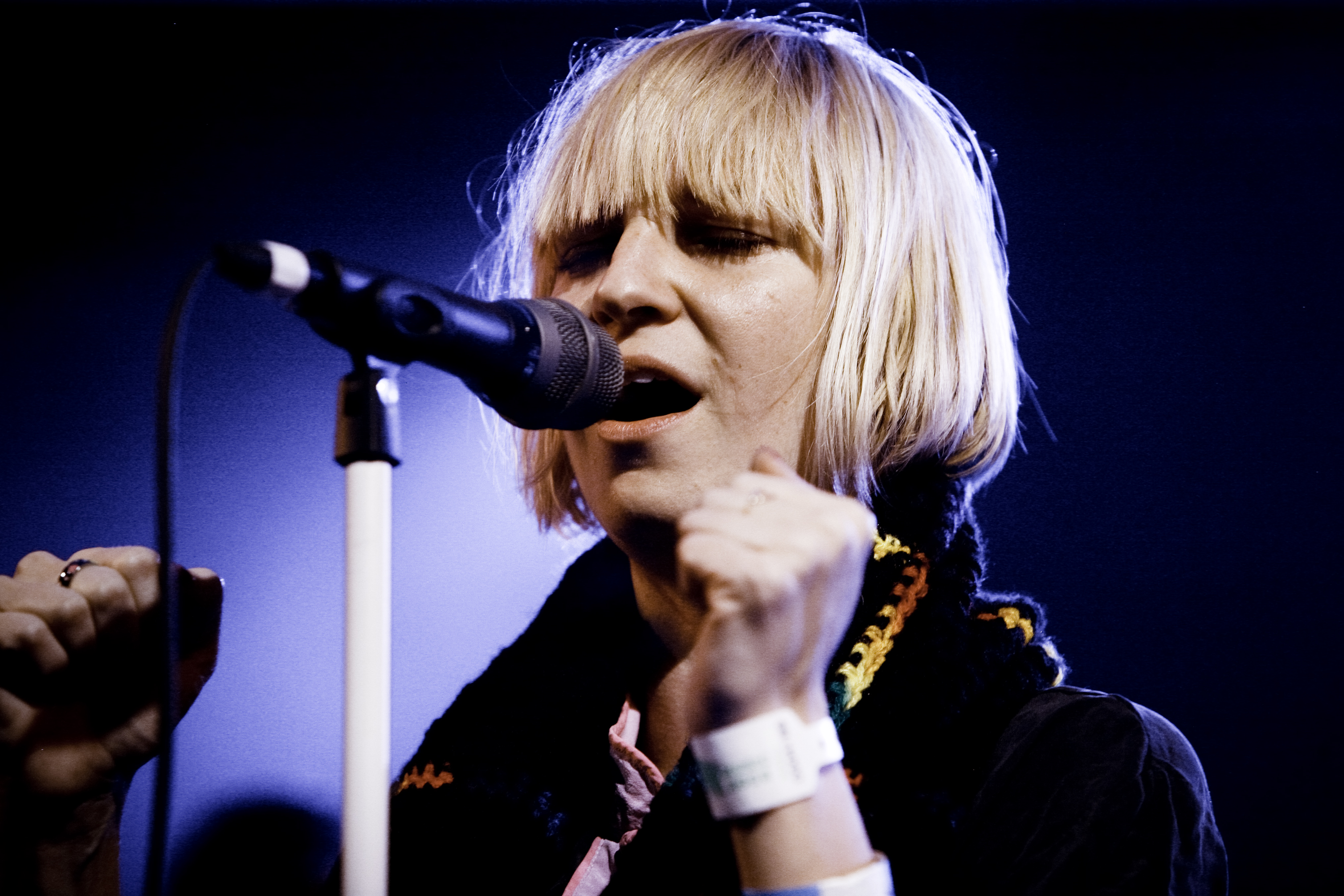
Sia atua no South by Southwest em 2008

Em 2007 Sia lançou um álbum ao vivo intitulado Lady Croissant, que possui oito canções de sua apresentação em abril de 2006 no Bowery Ballroom, em Nova Iorque, e uma música gravada em estúdio – "Pictures". Um ano depois, ela deixou o Zero 7 em termos amigáveis. Sia lançou seu quarto álbum de estúdio, Some People Have Real Problems em 8 de janeiro de 2008. O álbum chegou ao 41.º lugar na Austrália e foi certificado de ouro pela Australian Recording Industry Association. Também atingiu a 26.ª posição na Billboard 200, tornando-se o seu primeiro álbum a estar presente numa parada musical dos Estados Unidos.
Some People Have Real Problems produziu quatro singles. O principal single, "Day Too Soon", foi lançado em novembro de 2007 e alcançou o 24.º lugar no Hot Dance Club Songs dos Estados Unidos. O segundo single, "The Girl You Lost to Cocaine", foi disponibilizado em março de 2008. A canção alcançou a 11.ª posição na Holanda e 12.ª na Espanha; Além disso, chegou a 8ª colocação no Hot Dance Club Songs americano. O terceiro single do álbum, "Soon We'll Be Found", foi disponibilizado em outubro de 2008. O remix "Buttons" foi emitido como o single final do álbum em fevereiro de 2009.

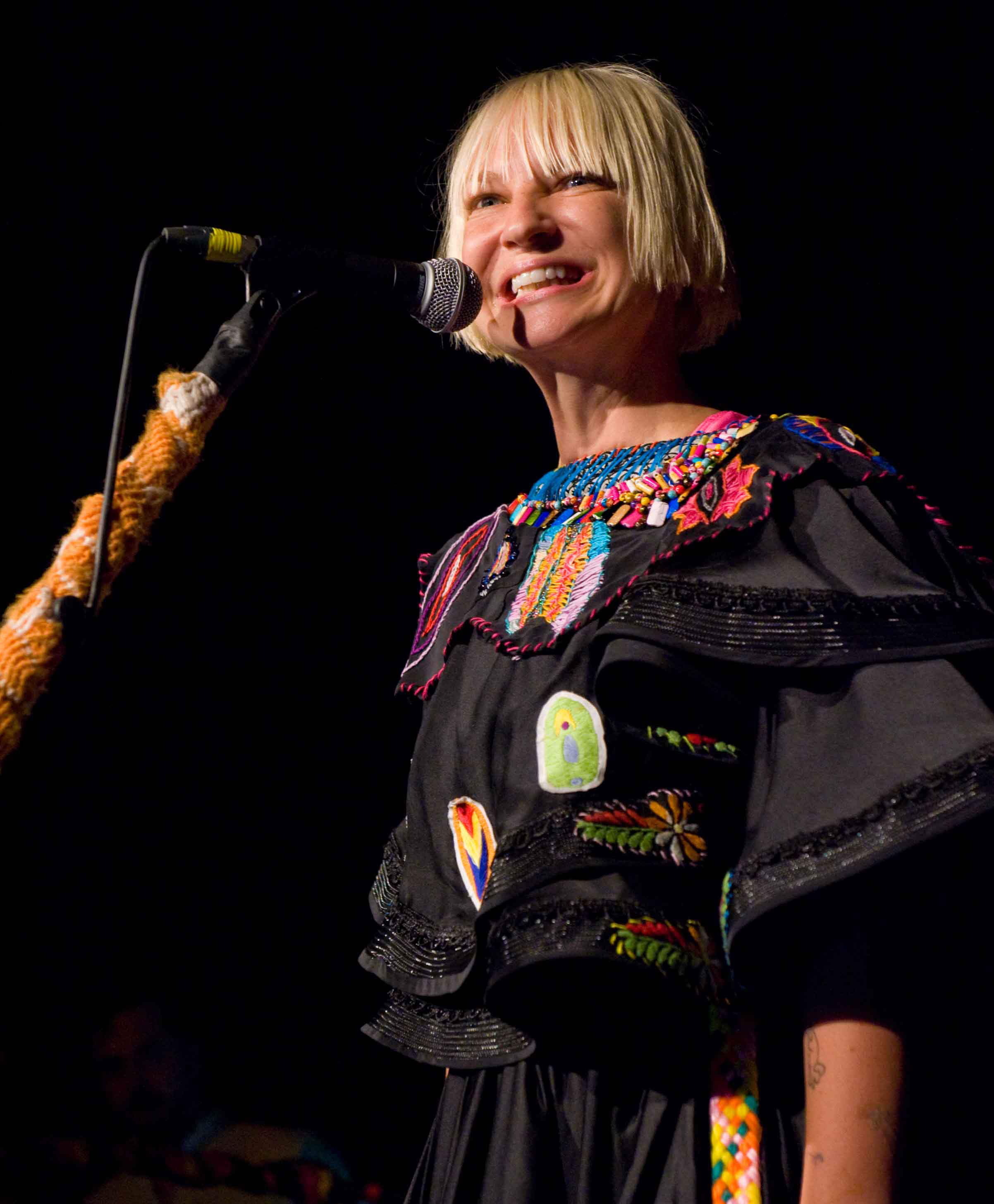
Sia durante apresentação em Seattle em 2011

Em maio de 2009, ela lançou o DVD TV Is My Parent, que possui um show ao vivo no Hiro Ballroom de Nova Iorque, quatro videoclipes e imagens de bastidores. No ARIA Music Awards de 2009, ganhou pela categoria Melhor Canção em DVD por TV Is My Parent. Ela também recebeu uma indicação pela categoria Best Breakthrough Artist Album por Some People Have Real Problems.

Em 2009, a americana Christina Aguilera se aproximou dela, para fazer composições para o próximo álbum de estúdio da cantora. O produto final, Bionic, inclui três músicas escritas por Sia. Mais tarde, em 2010, ela também escreveu "Bound to You" para a trilha sonora do filme americano Burlesque, que estrelou Aguilera e a cantora americana Cher. A canção foi indicada a categoria Melhor Canção Original no 68º Globo de Ouro. Em maio de 2011, Sia apareceu na temporada inaugural da versão norte-americana de The Voice como conselheira de Aguilera, que atuou como treinadora vocal e juíza.

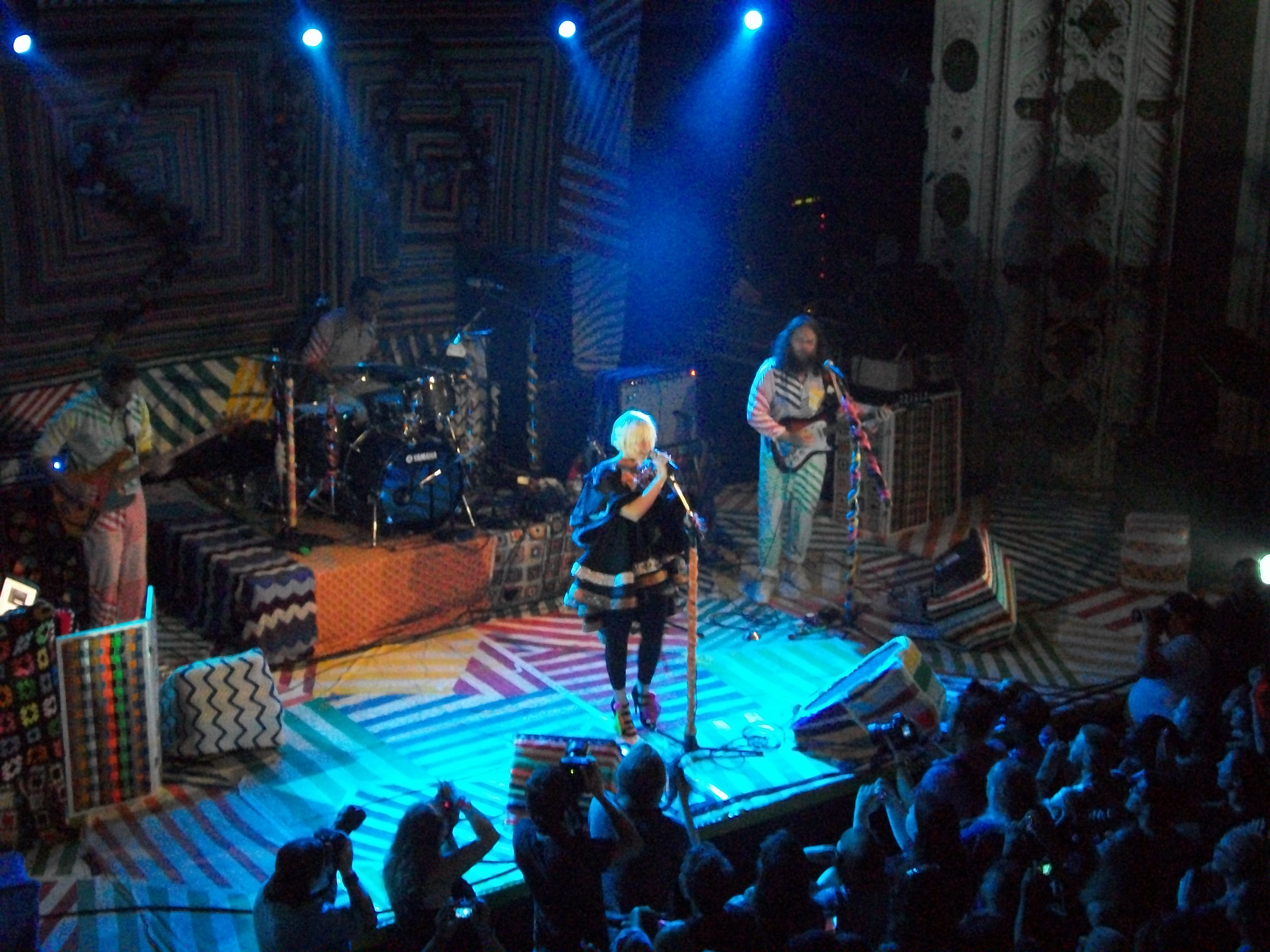
Visão do palco e da banda na apresentação de 2011

Em junho de 2010, Sia lançou seu quinto álbum de estúdio, We Are Born, que alcançou o 2.º lugar no ARIA Albums Chart e foi certificado de ouro pela Australian Recording Industry Association. O lançamento do álbum foi precedido por três singles: o single principal, "You've Changed", foi lançado em dezembro de 2009 e atingiu o n.º 31 na Austrália. O segundo single, "Clap Your Hands", foi disponibilizado em junho de 2010 e tornou-se o mais aclamado do álbum, atingindo o número 17 na Austrália, n.º 10 na Holanda e n.º 27 na Suíça. "Bring Night" foi emitido como o último single do projeto em setembro de 2010, atingindo 99.º lugar na Austrália. O produtor Greg Kurstin trabalhou com ela no álbum. No ARIA Music Awards de 2010, Sia ganhou em duas categorias: Melhor Versão Independente e Melhor Lançamento Pop. Enquanto isso, no APRA Music Awards de 2011, recebeu uma indicação pela categoria Canção do Ano por "Clap Your Hands". Para promover We Are Born, ela embarcou no We Meaning You Tour, que visitou a América do Norte e a Europa em abril–maio de 2010. O primeiro show da turnê no Comadore Ballroom, em Vancouver, foi cancelado quando a cantora teve uma exaustão devido ao calor. Ela seguiu com o We Are Born Tour, que visitou a Austrália em fevereiro de 2011 e a América do Norte em julho–agosto de 2011. Em março de 2012, Sia lançou o álbum Best Of... na Austrália.

### Carreira de compositora e reconhecimento

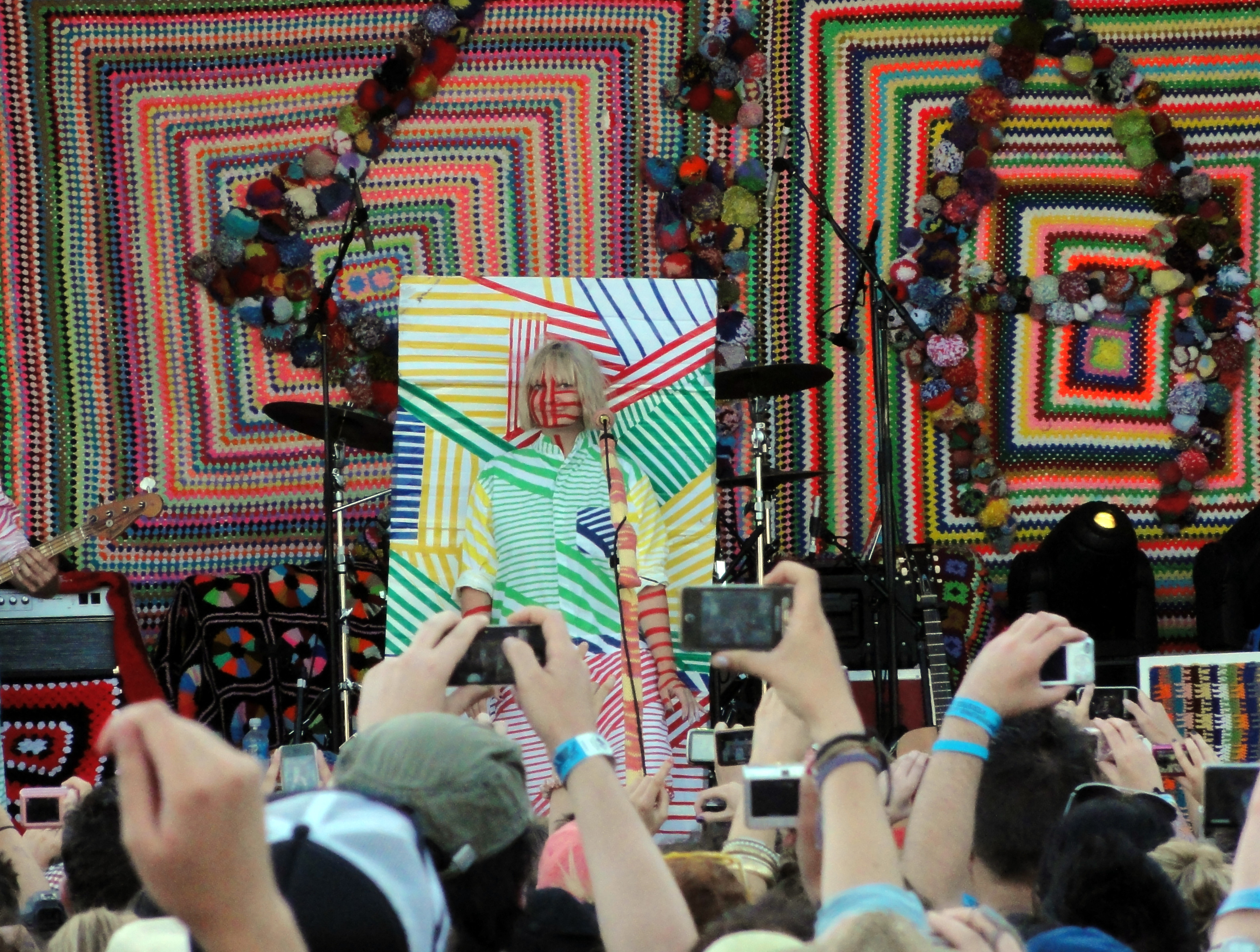
Sia se apresentando no Big Day Out 2011, Melbourne

Após o sucesso de We Are Born, Sia ficou desconfortável com sua fama crescente. Mais tarde, ela disse ao The New York Times: "Eu só queria ter uma vida privada. Uma vez, meu amigo estava me dizendo que tinha câncer, alguém apareceu e perguntou, no meio da conversa, se poderia tirar uma fotografia comigo". Ela se recusou a promover suas turnês, começou a usar uma máscara no palco, onde até hoje canta escondendo o rosto, uma marca registrada de sua performance. Com o tempo, suas crises de depressão aumentaram, e acabou tornando-se cada vez mais dependente de drogas e álcool, chegando a pensar em suicídio, necessitando de psicoterapia e desintoxicação, conseguindo deixar os vícios. Além disso, demitiu Enthoven e contratou Jonathan Daniel, que sugeriu que ela escrevesse canções para outros artistas.
Ela se afastou temporariamente da carreira de cantora e começou uma carreira como compositora. Logo escreveu "Titanium" para a cantora americana Alicia Keys, mas depois foi enviada para David Guetta, que a incluiu no demo de 2011. "Titanium" alcançou o top dez nas paradas musicais dos Estados Unidos, Austrália e várias regiões europeias. No entanto, Sia não estava satisfeita com o sucesso do single: “[...] Eu nunca soube que isso aconteceria, e eu estava realmente chateada. Por acabar de me aposentar, eu estava tentando ser uma compositora, não uma cantora pop.” De 2011 a 2013, ela também escreveu canções para muitos artistas, incluindo Beyoncé, Kylie Minogue, Flo Rida e Rihanna. Sua colaboração com Flo Rida, "Wild Ones", alcançou o 5º lugar no Billboard Hot 100 e foi a décima canção mais vendida de 2012 globalmente.

### 2013–2014:1000 Forms of Fear
Em outubro de 2013, Sia lançou "Elastic Heart" com The Weeknd e Diplo para a trilha sonora do filme americano The Hunger Games: Catching Fire (2013). Em julho de 2014, ela lançou seu sexto álbum de estúdio, 1000 Forms of Fear. O álbum estreou no topo da Billboard 200 com 52.000 cópias vendidas apenas na primeira semana. Em outubro de 2015, ganhou certificado de ouro pela RIAA denotando 500 mil unidades vendidas nos Estados Unidos. O álbum atingiu o primeiro lugar na Austrália e chegou ao top dez das paradas em numerosas regiões europeias. Foi certificado de prata pela indústria fonográfica britânica e ouro pela Australian Recording Industry Association. No início de 2016, o álbum vendeu 1 milhão de cópias em todo o mundo.
O single "Chandelier" foi lançado em março de 2014. A canção alcançou o 8º lugar na Billboard Hot 100, tornando-se a primeira entrada de Sia como artista principal nesse gráfico. Em outros lugares, a canção ganhou sucesso comercial semelhante, classificando-se entre as dez melhores paradas musicais da Austrália e de várias regiões europeias. Em janeiro de 2015, 2 milhões de cópias do single já tinham sido vendidas nos Estados Unidos. "Eye of the Needle" e "Big Girls Cry" foram lançados, respectivamente, como segundo e terceiro singles do álbum em junho de 2014. Em janeiro de 2015, Sia lançou uma versão solo de "Elastic Heart" como o quarto single de 1000 Forms of Fear. No 57º Grammy Awards (2015), recebeu quatro indicações por "Chandelier": Gravação do Ano, Canção do Ano, Melhor Performance Pop Solo e Melhor Vídeo Musical.
Os videoclipes dos singles "Chandelier", "Elastic Heart" e "Big Girls Cry" foram coreografados por Ryan Heffington e dirigido por Sia e Daniel Askill; Neles a dançarina Maddie Ziegler apresenta-se dançando, que utiliza peruca como uma representação da cantora. Os três vídeos receberam um total de mais de 4,1 bilhões de visualizações no Vevo. Sia explicou a Kristen Wiig em uma entrevista para a revista Interview que ela decidiu esconder seu rosto no videoclipe para manter privacidade:
"Estou tentando ter algum controle sobre a minha imagem. E eu tenho direito de manter um pouco de mínima privacidade. [...] A maioria das pessoas não tem que estar sob essa pressão e eu gostaria de ser uma delas."
O videoclipe de "Elastic Heart" causou controvérsia após alguns comentaristas acusarem-la de pedofilia devido a aparente idade dos dançarinos. Posteriormente ela pediu desculpas e ficou claro que a relação dos dançarinos no clipe era representando ela e a bipolaridade ou personalidade dupla de seu pai e a pressão psicológica que ela sofria diante disso, as explicações e pedido de desculpas veio através de seus fãs e também por meio do seu perfil no Twitter. As colaborações de Sia com Heffington “aumentaram os padrões de dança na música pop do que quase qualquer artista atual”. Em 2014, ela contribuiu para a trilha sonora da adaptação cinematográfica do musical Annie, da Broadway. Junto com o produtor Greg Kurstin, ela escreveu três novas canções para o filme, além de reproduzir canções originais do musical. Sia, Kurstin e o diretor Will Gluck, foram nomeados ao 72º Globo de Ouro de Melhor Música Original pela canção "Opportunity".

### 2015–2017 e 2019:This Is Acting e Nostalgic For The Present Tour

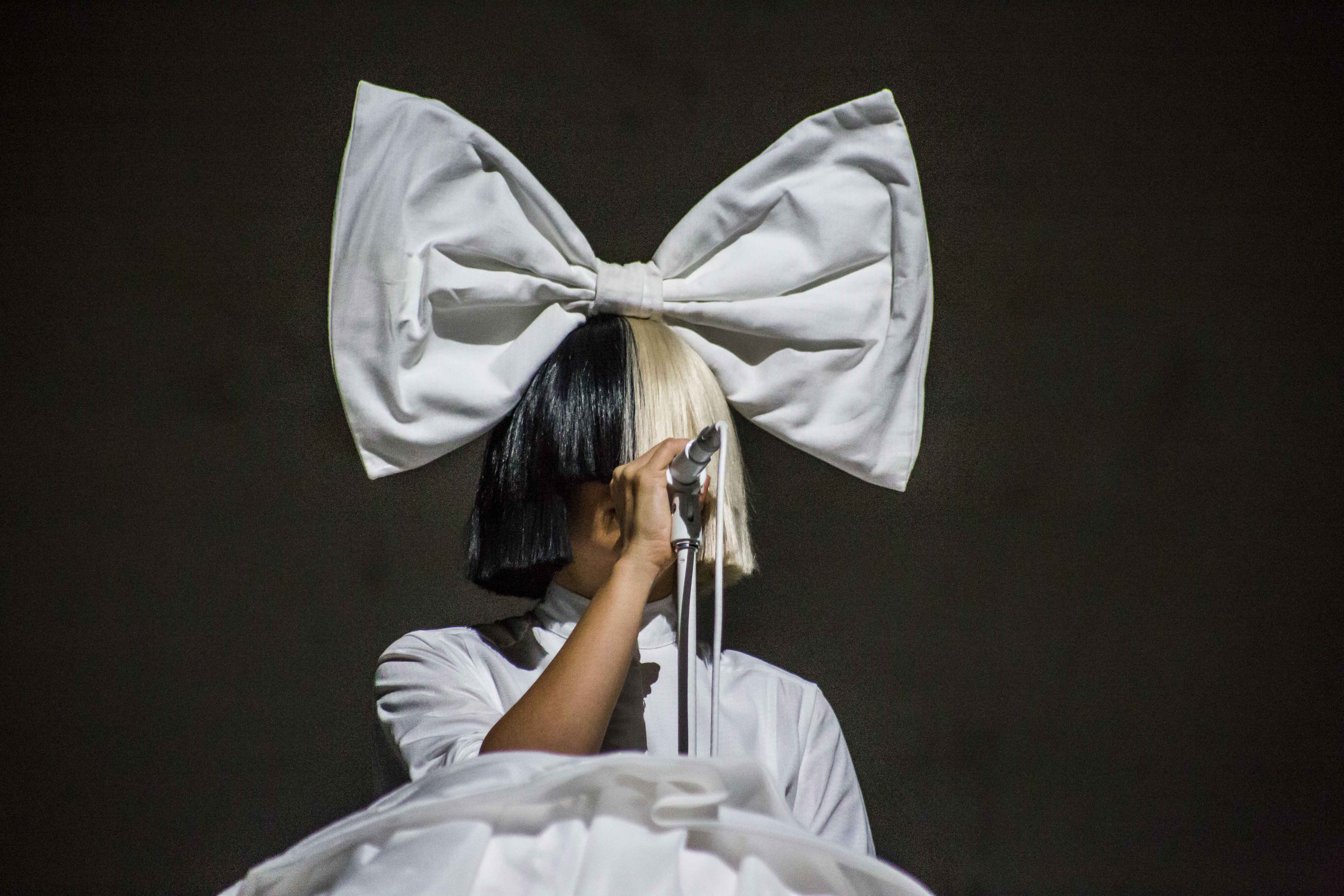
Sia durante apresentação em maio de 2016

Em entrevista para a NME em fevereiro de 2015, Sia revelou o lançamento de um novo álbum, This Is Acting. O álbum foi outra colaboração com o produtor e co-escritor Greg Kurstin. Furler disse que ao lançar 1000 Forms of Fear planejava apenas compor para outros artistas, mas o sucesso do álbum o estimulou a continuar escrevendo músicas para si. Em maio de 2015, "California Dreamin" foi lançado na trilha sonora do filme San Andreas. No mesmo mês, juntamente ao lançamento digital de 1000 Forms of Fear, ela lançou um jogo móvel, Bob Job. No 72.º Festival Internacional de Cinema de Veneza em setembro de 2015, ela anunciou que seu novo single "Alive" foi co-escrito por Adele e originalmente foi destinado ao terceiro álbum da cantora.
Em novembro, Sia colaborou com o compositor J. Ralph na trilha sonora do documentário ambiental Racing Extinction, co-escrevendo e cantando a canção "One Candle". Ela também lançou mais duas canções, "Bird Set Free" e "One Million Bullets". "Cheap Thrills" e "Reaper" foram posteriormente lançados como singles promocionais para o álbum. Em janeiro de 2016, oito dias antes do lançamento de This Is Acting, ela lançou "Unstoppable" como single final. Eventualmente, o single "Cheap Thrills", com Sean Paul, atingiu o 1º lugar na Billboard Hot 100.
Em abril de 2016, deu uma atuação amplamente aclamada no Festival de Música e Arte de Coachella Valley que tornou-se viral online. Seu desempenho recebeu uma recepção efusivamente positiva como "um dos maiores momentos da história de Coachella", e foi consistentemente notado como uma das melhores performances do festival de 2016. A performance foi o seu primeiro concerto completo desde 2011. Em maio de 2016, Sia fez uma surpresa no final de Survivor: Kaôh Rōng, onde doou $50 mil para o competidor Tai Trang. Ela doou mais $50.000 para uma instituição de caridade animal, observando que ambos compartilham um amor mútuo pelos animais. No mesmo mês, ela contribuiu com vocais para "Unforgettable" de Nat King Cole, que foi apresentado na trilha sonora do filme Finding Dory da Pixar.
Em junho de 2016, ela realizou um show no Red Rocks Amphitheater, no Colorado. Tendo atuado de maio a agosto em quase uma dúzia de festivais e concertos na América, no Oriente Médio e na Europa, incluindo Portugal, Dinamarca, Suécia, Finlândia, Hungria, Romênia, Polônia, Reino Unido, Rússia, Líbano e Israel. Em setembro de 2016, ela lançou o single "The Greatest", com vocais do artista americano Kendrick Lamar. Um vídeo foi lançado no mesmo dia com Ziegler. Os vídeos lançados em seu canal do YouTube acumularam um total de mais de 5 bilhões de visualizações e mais de 10 milhões de inscritos. A primeira performance ao vivo de "The Greatest" ocorreu em uma aparição surpresa da Sia ao final do evento da Apple para revelação dos iPhones 7 e 7 Plus. Na ocasião, que ocorreu no dia 7 de setembro, a cantora apresentou este single e "Chandelier", ambas as músicas acompanhadas de seus dançarinos.
Sia realizou a Nostalgic for the Present Tour pela América do Norte de setembro a novembro de 2016. Ela surgia por trás do palco com uma peruca cobrindo o rosto, enquanto seus dançarinos interpretavam a coreografia de Heffington, sincronizada com vídeos pré-gravados reproduzidos em grandes telas. A turnê recebeu uma reação calorosa: "Ela deixou os dançarinos no palco central, enquanto cantava ao fundo... Desafiaram todas as regras regulares dos concertos pops, geralmente projetados para focar a atenção na estrela do show. No entanto, a aposta arrojada de Sia valeu a pena, resultando em um dos shows mais arrojados e originais de 2016." Ed Masley, da The Arizona Republic, descreveu o show como "parte da arte do desempenho, parte da dança interpretativa... [Sia] parecia incrível... Há tanta emoção bruta em suas músicas. E você definitivamente pode ouvir isso em sua voz, mas fica mais visceral quando você também pode lê-la nos rostos de suas dançarinas, especialmente Ziegler... Toda a apresentação foi brilhantemente encenada, com uma música fluindo perfeitamente". Furler lançou a edição de luxo de This Is Acting em outubro de 2016, que inclui três novas faixas, uma versão remix de "Move Your Body" e uma versão solo de "The Greatest". Ela foi nomeada para três Grammy Awards em 2017. Contribuiu para as trilhas sonoras dos filmes Lion e Wonder Woman com "Never Give Up" e "To Be Human", respectivamente. Tendo também co-escrito e realizado "Dusk Till Dawn", de Zayn Malik.
Sia atuou em um concerto no final do Dubai World Cup em março de 2017, juntamente com os seus dançarinos, liderados por Ziegler. Ela deu continuidade à Nostalgic for the Present Tour, sua primeira turnê na Australásia, em novembro de 2017 com uma apresentação em Melbourne, na Austrália e em dezembro de 2017 com duas apresentações, sendo uma em Sydney, na Austrália e uma em Auckland, na Nova Zelândia.
Em 27 de Julho de 2019, após meses sem aparecer em público, a Sia e sua equipe de dançarinos se apresentaram no Festival Fuji Rock, no Japão. A apresentação seguiu o estilo da turnê Nostalgic For The Present.
Em 21 de Setembro de 2019, a Sia fez uma aparição especial no evento Hearts Of Gold, comemoração de 50 anos do LGBT Center de Los Angeles. Lá, ela cantou "Titanium" (acústica) e "The Greatest" na sequência, ambas seguindo o padrão da turnê Nostalgic For The Present, com a aparição de sua equipe de dançarinos. Como novidade estética, ela cantou com uma peruca nova (igualmente branca e preta, porém composta de fios encaracolados e em volume ultradimensionado) e o figurino de "Titanium" foi um vestido preto de manga 3/4, além de uma calça skinny e um laço, ambos pretos.

### 2017–presente:Everyday Is Christmas,LSD e Music

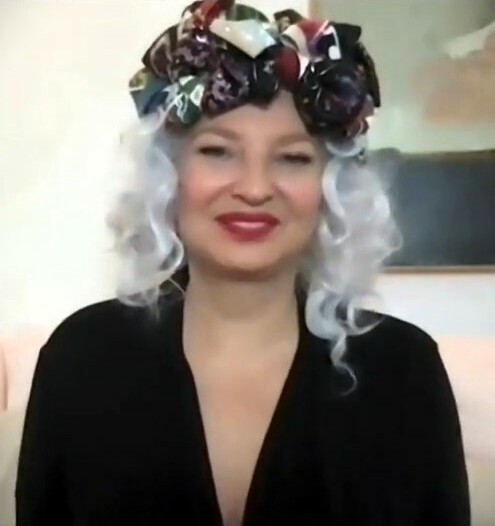
Sia durante entrevista com Margaret Gardiner em 2021

Em 2017, Sia mudou-se da RCA para a Atlantic Records e anunciou um álbum de natal. Previamente foram divulgadas duas faixas como singles, “Santa’s Coming for Us” e “Snowman”. Ela lançou o novo trabalho, Everyday Is Christmas, em 17 de novembro de 2017. O álbum apresenta 10 canções originais co-escritas e co-produzidas com Greg Kurstin. Na edição japonesa do álbum, há o acréscimo da faixa bônus “My Old Santa Claus”. A música “Snowman” foi apresentada ao vivo duas vezes, primeiramente no programa da apresentadora Ellen DeGeneres e depois no “The Voice”.
Em Novembro de 2018, a Sia lançou uma edição deluxe de Everyday Is Christmas, que além das 10 músicas originais, há ainda um cover de "Round And Round" (originalmente cantada por Perry Como), "Sing For My Life" e "My Old Santa Claus" (previamente encontrada na edição japonesa do álbum). A versão física desse álbum foi lançada e vendida exclusivamente pela Target, entretanto, é possível encontrá-lo em versão digital através das plataformas de streaming e das lojas de música, como a iTunes Store.
No ano de 2018, a Sia começou a fazer parte do projeto musical LSD, em parceria com o DJ Diplo e o cantor Labirinth. No dia 3 de maio de 2018, o trio lançou seu primeiro single, "Genius". No dia 10 de maio de 2018, lançaram seu segundo single, "Audio". No dia 9 de agosto de 2018, o terceiro single, “Thunderclouds”, foi lançado. Em 2019, no dia 14 de Março, o grupo lançou seu quarto single, "No New Friends".
Em 12 de Abril de 2019, o álbum, intitulado Labrinth, Sia & Diplo Present... LSD, foi lançado. A única apresentação ao vivo do LSD ocorreu durante um episódio do programa da apresentadora Ellen DeGeneres, no qual o grupo apresentou o single "No New Friends", acompanhados de dançarinos, entre eles, Maddie Ziegler. Em novembro de 2018, Sia lançou a edição deluxe do álbum, contendo três faixas bônus, exclusivo da Target.
Em 2018, Sia colaborou com o músico inglês Labrinth e o DJ/produtor musical americano Diplo, sob o nome de LSD, para lançar quatro canções, que foram então lançadas como um EP chamado Mountains on Spotify. O grupo lançou um álbum, Labrinth, Sia & Diplo Present ... LSD, em abril de 2019, contendo as mesmas quatro canções, cinco novas canções e um remix lançado anteriormente de sua faixa "Genius" com Lil Wayne.
Também em 2018, Sia foi uma das narradoras do documentário australiano sobre os direitos dos animais, Dominion, e compartilhou o 2018 Award of Excellence do Hollywood International Independent Documentary Awards.
Em janeiro de 2020, Furler lançou sua música "Original", que apareceu na trilha sonora do filme Dolittle. Em fevereiro do mesmo ano Sia pelo Twitter anunciou aos fãs que tinha 2 álbuns prontos para serem lançados, mas que antes ela está focada em um filme musical chamado 'Music' que será lançado em setembro de 2020, estrelado por Kate Hudson e a inseparável Maddie Ziegler. Após a estreia do musical, Furler estaria lançando seu novo trabalho musical. No dia 16 de fevereiro de 2020, foi confirmado que a australiana faria parceria com a banda sul-coreana de K-pop BTS para uma colaboração com a música "ON" em sua versão digital.

## Outras atividades
Em 2015, Sia dirigiu, escreveu e produziu o seu filme Sister, também intitulado informalmente de Music, juntamente com o autor de livros infantis Dallas Clayton. O filme é baseado em uma história escrita por ela em 2007. Estrelado pela dançarina Maddie Ziegler, o projeto também conta com a participação da atriz americana Kate Hudson.
Ela disse que estava “muito envergonhada de contar a alguém que [ela] queria fazer um filme, porque [ela] pensou que seria visto como um projeto de vaidade, porque [ela] era uma cantora.” No entanto, depois de criar o videoclipe de "Chandelier", decidiu-se que era “muito boa” em dirigir vídeos e “sentiu-se um pouco mais corajosa”.
Emprestou sua voz ao sitcom South Park em sua décima oitava temporada. No 3º episódio, intitulado "The Cissy", ela retratou Lorde em uma paródia. A semelhança era tão convincente que muitos espectadores pensavam que Lorde estava cantando. Sia escreveu e gravou "Angel By the Wings", a canção-título para o documentário The Eagle Huntress, que estreou em 2016 no Sundance Film Festival. Em 2016, ela cantou "Blackbird", de The Beatles, na série Beat Bugs da Netflix. Apareceu no filme animado de 2017 My Little Pony: The Movie, como voz da personagem "pop star" Songbird Serenade, e também contribuiu com a canção "Rainbow", para a trilha sonora do filme.
A cantora ainda tem mais um projeto músical junto ao músico de Hip-Hop/R&B Labrinth e ao DJ Diplo, denominado LSD (Labrinth Sia Diplo), além de permitir que os integrantes brinquem com a tematica psicodelica e surrealista escutadas em seus 5 singles e visto em seus clipes, como em "Genius" e "Thunderclounds".

## Características musicais

### Influências e estilo
A música de Sia incorpora hip hop, funk e soul como base do seu estilo vocal. Sobre suas primeiras influências, ela declarou: “Quando eu estava em turnê com a Zero 7, eles ouviam música. Nós estávamos no ônibus da turnê e os Kings of Convenience estavam tocando, e então eu fiz Color the Small One [...]. Eu sou facilmente influenciada”.
1000 Forms of Fear é principalmente um álbum pop, com influências de hip hop, reggae e electropop. This Is Acting é composto principalmente de músicas escritas para outras artistas, mas que eles não incluíam em seus álbuns. Kitty Empire, da The Guardian, comentou que This Is Acting “fornece um óbvio contraponto do álbum mais pessoal de Sia, 1000 Forms of Fear, cujo single "Chandelier" abordou seu triste passado. This Is Acting deixa claro o fato de fabricação – um processo semelhante a customização feita sob medida.”
Nas apresentações ao vivo de 2016, a música de Sia fez parte de shows de arte e performances que envolvem dança e efeitos teatrais. Para um roteirista da MTV News, “os vocais gargalhos e flexíveis da Sia são sua norma”, enquanto um contribuidor da The Fader notou que “na paisagem da Billboard Hot 100, a composição de Sia, que trata da depressão e do vício, é singular – sua voz real ainda mais.”

### Prêmios e indicações
Sia recebeu cento e cinquenta e três indicações a prêmios, tendo ganho quarenta e sete destes. Em 2002, ela ganhou um APRA Music Awards e desde então, foi indicada para três People's Choice Awards, dois Brit Awards, quatro World Music Awards e dois Golden Globe Awards. Ganhou três prêmios NRJ, um prêmio VMA, nove ARIA Music Awards e oito APRA Music Awards.
Ela recebeu um total de oito indicações ao Grammy Award. "Chandelier" foi nomeada pelas categorias Gravação e Canção do Ano e outras na cerimônia de 2015. Sia também foi indicada em 2017, em categorias como melhor performance de Duo ou grupo, melhor álbum pop vocal e melhor canção para uma mídia visual. Foi indicada no seguintes anos: 2011 com 1 indicação, 2015 com 4 indicações, 2017 com 3 indicações, e 2018 com 1 indicação.
Em março de 2020, Sia registrou nove músicas na lista de 1.000.000.000 de APRA AMCOS, tornando-a a compositora mais prolífica e requisitada do novo papel da sociedade.
Também mantém seu record na premiação Apra Music Awards de ganhar por 3 anos consecutivos na categoria Compositor(a) do ano

## Vida pessoal

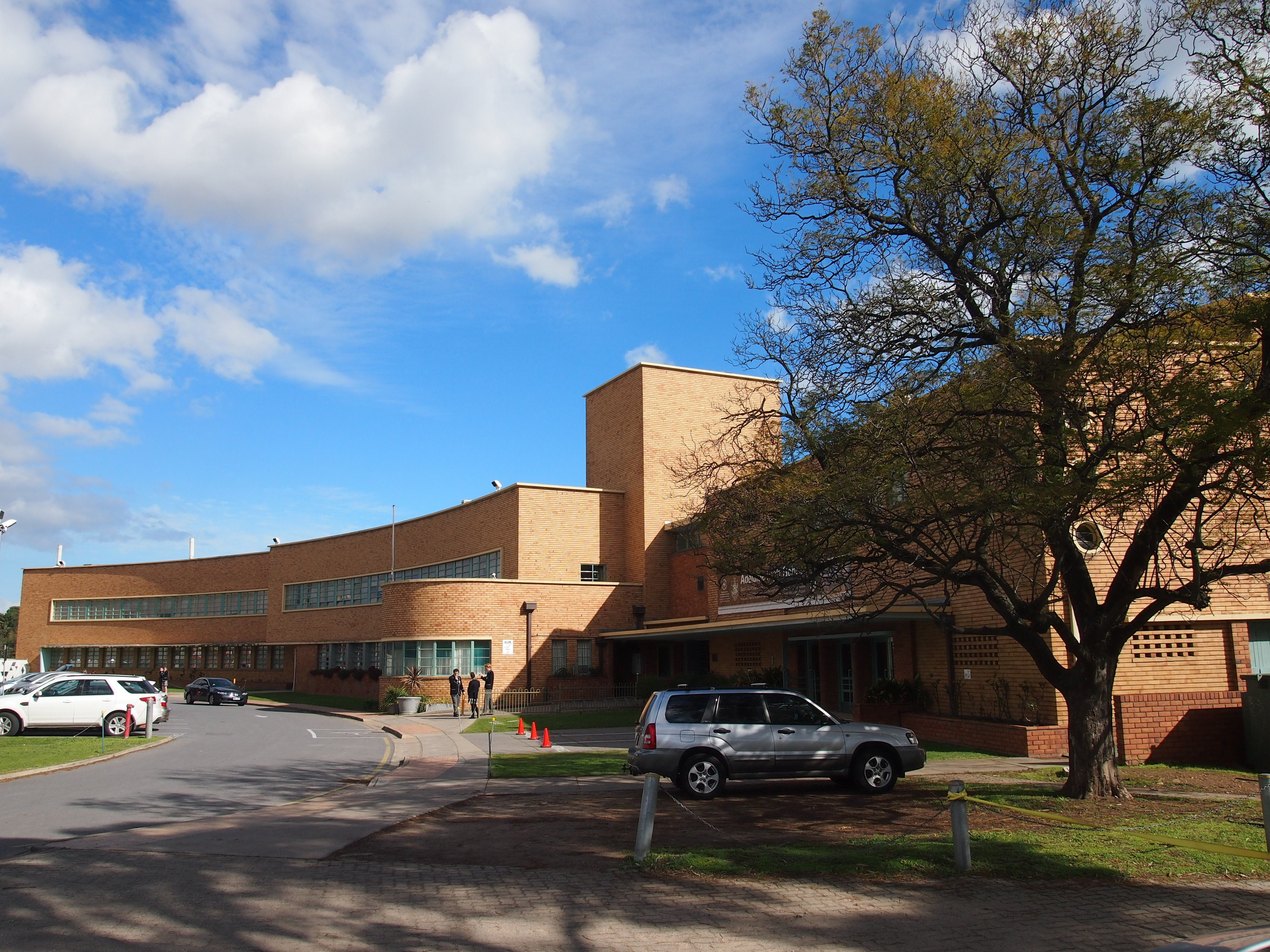
Sia frequentou a Adelaide High School, Escola Secundária Adelaide em português (imagem).

Sia é prima do músico de rock cristão australiano Peter Furler. Em 1997, após o fim da banda Crisp, ela decidiu se mudar para Londres para morar com seu namorado, o músico Dan Pontifex. Várias semanas depois, enquanto estava em uma turnê na Tailândia, recebeu a notícia de que Pontifex havia morrido depois de ter sofrido um acidente de carro, o que a deixou muito abalada. Ela voltou para Londres para acompanhar o enterro, e na mesma semana mudou-se de volta para a Austrália, mas uma semana depois logo recebeu uma ligação de um dos companheiros da banda de Pontifex, que a convidou para voltar a cantar com eles e viver em Londres, e Sia decidiu voltar para a Inglaterra. Nesta época desenvolveu síndrome do pânico e TAG, necessitando de auxílio psicológico para superar a perda de seu namorado. Após este triste episódio em sua vida, manteve relacionamentos afetivos sem compromisso por algum tempo, até estar preparada para assumir um relacionamento sério anos depois. Seu álbum de 2001, Healing Is Difficult, lida liricamente com a morte de Pontifex:
"Eu estava muito triste depois que Dan morreu, mas estava tão abalada que não acreditava em sua morte, eu realmente não sentia nada nos primeiros dias. Eu tentava intelectualizar muitas as coisas: Que eu tinha um propósito, que eu era amada, mas na verdade eu não conseguia sentir nada".
Sia lembrou o efeito da morte de Pontifex em uma entrevista de 2007 para The Sunday Times: “Nós estávamos todos devastados, então ficamos dependentes de drogas e de Special Brew. Infelizmente, isso durou dezesseis anos para mim.”
Em 2008 ela deu entrevistas revelando que sua orientação sexual é a bissexualidade, e que nunca desejou ter filhos. Nesta mesma entrevista anunciou seu relacionamento amoroso com JD Samson; No qual romperam em 2011. Quando perguntada sobre sua sexualidade em 2009, ela disse: “Sempre namorei homens e mulheres [...]. Eu não me importo com o gênero que você é [...] Eu sempre fui... bem flexível, é a palavra que eu usaria.”
Sia sofreu de depressão, vício em cigarros, cannabis, LSD, cocaína, analgésicos, anfetaminas, benzodiazepínicos e álcool por mais de quinze anos, tendo tido overdoses leves, e por todos estes anos tentou cometer suicídio por diversas vezes, chegando a escrever uma carta no caso dela se matar, mas após tratamento psicológico e psiquiátrico, e de desintoxicação, superou estes obstáculos. Em 2010, o site oficial dela anunciou que todos os eventos e shows promocionais programados foram cancelados devido à sua má saúde. Depois de algum tempo voltou a manifestar síndrome do pânico e transtorno de ansiedade generalizada, e dessa vez acabou manifestando letargia, passando considerar se aposentar permanentemente de suas turnês e só fazer shows pequenos. Em sua conta no Twitter, informou que foi diagnosticada com doença de Graves – uma doença autoimune que afeta a tireoide. Mais tarde naquele ano, em uma entrevista para ARIA Awards, Sia disse que sua saúde estava melhorando após repouso e terapia.
Sia Furler casou-se com o cineasta Erik Anders Lang em uma cerimônia civil e religiosa em sua casa, em Palm Springs, Califórnia, em agosto de 2014. O casal divorciou-se em dezembro de 2016 na mesma época em que lançou a versão deluxe de This Is Acting, A canção "Confetti" foi feita sobre a sua separação indiretamente abordando sobre traição. Desde esta separação não assumiu mais nenhum relacionamento sério, mas eventualmente é vista pela imprensa acompanhada de pessoas com quem se relaciona esporadicamente. Durante uma aparição no The Howard Stern Show 2014, ela foi perguntada se era religiosa, a que ela respondeu: “Eu acredito em um poder superior, realmente em Deus.” Na mesma entrevista, ela afirmou que é feminista e que foi inspirada "divinamente" para compor "Diamonds". Uma de suas tatuagens, na mão, está escrito "Whatever Dude" (em português: "Tanto faz cara"). Em 2020, Sia revelou que, no ano passado, adotou dois adolescentes.

### Ativismo
Sia, que é vegana, participou de um anúncio para a PETA Ásia-Pacífico, com seu cachorro, Pantera, para incentivar a castração de animais de estimação. Ela também se juntou a outros personalidades conhecidas para a campanha "Oscar's Law", em protesto contra a criação de animais de estimação em larga escala. Outros defensores incluem os cantores Jon Stevens, Paul Dempsey, Rachael Leahcar e Missy Higgins. Durante a turnê Nostalgic for the Present, ela fez parceria com várias organizações de resgate para realizar uma feira de adoção de cães.

### Recaída
Sia admitiu pensamentos suicidas após críticas ao filme Music ao jornal The New York Times. O longa-metragem dirigido por ela retrata Music (Maddie Ziegler), uma adolescente autista, e a irmã Zu (Kate Hudson), ex-dependente química. A produção teve repercussão negativa por escolha do elenco sem pessoas do espectro autista e representação distorcida. Durante a produção, a cantora mencionou tentativa de trabalhar com atriz autista, mas descreveu a experiência como "desagradável e estressante," ao 10 News First (via Variety). Segundo Sia, a personagem demandava muito, pois havia sequências de dança com coreografias elaboradas.
Após críticas, a cantora se desculpou no Twitter e incluiu um aviso antes do filme: "Music não recomenda o uso de contenções para pessoas autistas. Há terapeutas especialistas no processo sensorial, quem podem ser consultados para explicar caminhos seguros para terapias de alta pressão para ajudar nos colapsos".

## Discografia
- OnlySee (1997)
- Healing Is Difficult (2001)
- Colour the Small One (2004)
- Some People Have Real Problems (2008)
- We Are Born (2010)
- 1000 Forms of Fear (2014)
- This Is Acting (2016)
- Everyday Is Christmas (2017)
- Labrinth, Sia & Diplo Present... LSD (2019)
- Music – Songs from and Inspired by the Motion Picture (2021)
- Reasonable Woman (2024)

## Turnês
- Live from Sydney Tour (2009)
- We Meaning You Tour (2010)
- Nostalgic for the Present Tour (2016)

## Filmografia

### Cinema
| Ano  | Título                      | Papel                                        |
| ---- | --------------------------- | -------------------------------------------- |
| 2004 | Piccadilly Jim              | Cantora de bar de Nova Iorque                |
| 2014 | Annie                       | Voluntária em Cuidados e Controle de Animais |
| 2017 | My Little Pony: The Movie   | Songbird Serenade                            |
| 2018 | Peter Rabbit                | Sra. Tiggy-Winkle                            |
| 2018 | Charming                    | Meio-Oráculo                                 |
| 2021 | Music                       | Popstar sem Fronteiras                       |
| 2021 | Peter Rabbit 2: The Runaway | Sra. Tiggy-Winkle                            |

### Televisão
| Ano  | Título                    | Papel     | Notas                                   |
| ---- | ------------------------- | --------- | --------------------------------------- |
| 1997 | Home and Away             | Ela mesma | Episódio: "1.2295"                      |
| 2014 | South Park                | Lorde     | Episódio: "The Cissy"                   |
| 2015 | Transparent               | Puppet    | Episódio: "Man on the Land"             |
| 2017 | Sesame Street             | Ela mesma | Episódio: "Big Bird's Song"             |
| 2018 | Nobodies                  | Ela mesma | Episódio: "Rob in the Hood"             |
| 2019 | Scooby-Doo and Guess Who? | Ela mesma | Episódio: "Now You Sia, Now You Don't!" |
| 2023 | Greek Salad               | DJ doente | Episódio: "1.6"                         |